# Jessica Valenti
Jessica Valenti (/vəˈlɛnti/; 1 de novembro de 1978) é uma escritora feminista americana. Ela foi cofundadora do blog Feministing, para o qual escreveu de 2004 a 2011. Valenti é autora de seis livros: Full Frontal Feminism (2007), He's a Stud, She's a Slut (2008), The Purity Myth (2009), Why Have Kids? (2012), Sex Object: A Memoir (2016) e Abortion: Our Bodies, Their Lies, and the Truths We Use to Win (2024). Ela também coeditou os livros Yes Means Yes: Visions of Female Sexual Power and A World Without Rape (2008), Believe Me: How Trusting Women Can Change the World (2020). Entre 2014 e 2018, Valenti foi colunista do The Guardian. Atualmente, ela dirige o boletim informativo Abortion, Every Day no Substack. The Washington Post a descreveu como "uma das feministas mais bem-sucedidas e visíveis de sua geração".

## Vida pessoal
Em 2009, Valenti casou-se com Andrew Golis, antigo editor adjunto do Talking Points Memo, antigo gerente geral da Vox Media, e atualmente diretor de conteúdo da WNYC.
O casal tem uma filha, nascida em 2010.